# Pocky

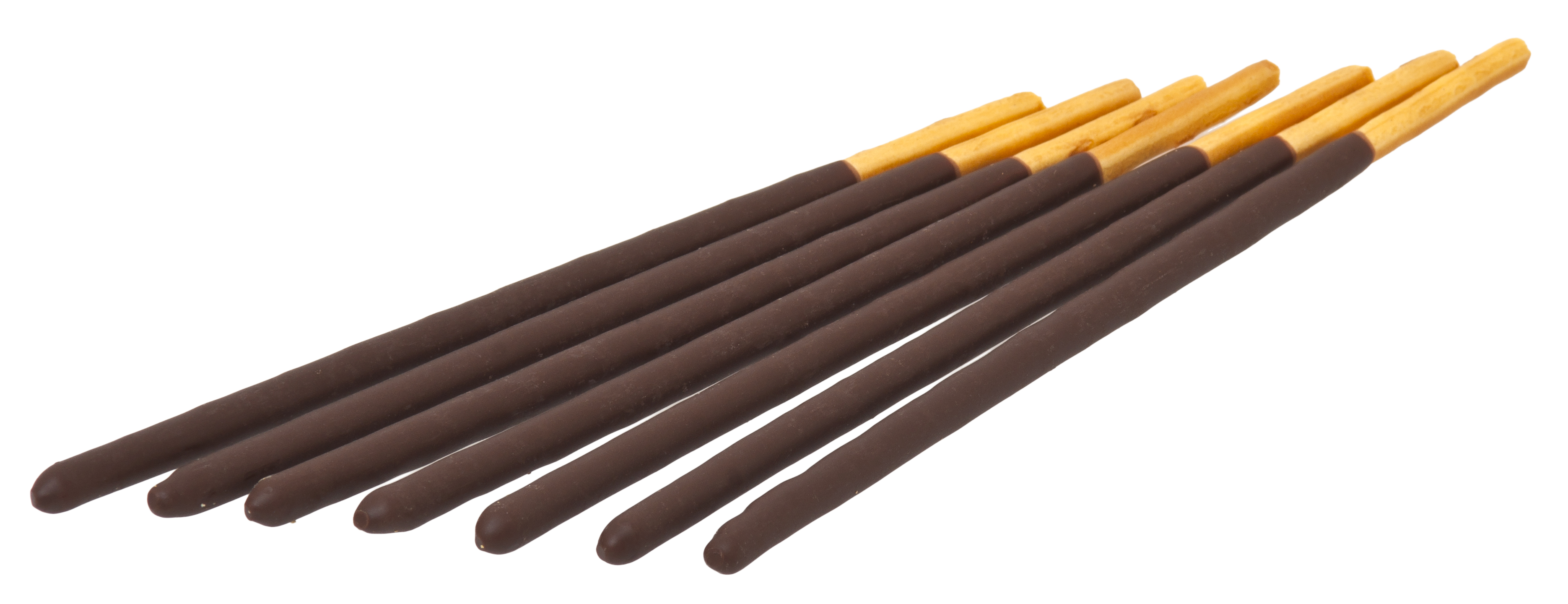
Pocky original de chocolate.

El Pocky (ポッキー Pokkī?) es una golosina japonesa que consiste de un palito de galleta cubierto con chocolate, pero con el tiempo los sabores de las cubiertas se han expandido a varias opciones. Es producido por Ezaki Glico Company.
Fue vendido por primera vez en 1966, con su sabor original de chocolate. Fue bautizado como "Pocky" por la onomatopeya japonesa cuando el Pocky es mordido, pokkin (ポッキン). En 1971, fueron elaborados un Pocky con cubierta de almendra y en 1977 con cubierta de fresa. 
Actualmente la serie de productos incluyen sabores como leche, mousse, té verde, miel, banana y coco, y de igual modo versiones especiales como el "Deocrer Pocky" que tiene cubierta de franjas coloridas y el "Men's Pocky", una versión "madura" hecha de chocolate negro (agridulce), el Pocky Panda es otra variedad que viene con chocolate blanco y negro entrelazado. También se venden variedades regionales como uva (en la prefectura de Nagano), melón yūbari (Hokkaidō), mikan gigante (Kyushu), té de azuki (Kioto), vino de Kobe (Kōbe) y mora de cinco lo sabores (Goka) además de Pocky especiales que son más gruesos que los corrientes.
El Pocky es muy popular en Japón, sobre todo entre los jóvenes. También ha tenido una presencia significativa en otros países del Este de Asia como Corea del Sur (donde la empresa Lotte creó su propia marca Pepero basada en la premisa de Pocky) y China. En Europa, es conocido como Mikado, por su semejanza con el juego homónimo. En Estados Unidos y Canadá, se venden principalmente en supermercados asiáticos. En México pueden ser encontrados muy fácilmente en supermercados comunes y también en tiendas departamentales. En Colombia, se vende en tiendas especializadas en productos de anime y dulces japoneses. En Chile, se puede encontrar en supermercados de productos asiáticos junto a otras golosinas japonesas.
El día del pocky se celebra el día 11 de noviembre, esto porque es el 11 del mes 11, y los 1 representan como un pocky.